# Костадин Пантев
Костадин Пантев Сивев е български революционер, деец на Върховния македоно-одрински комитет и кмет на Робово.

## Биография
Роден е в 1881 година в малешевското село Робово, тогава в Османската империя. Включва се дейно в националноосвободителни борби на българите в Македония и влиза във ВМОРО. В периода от 1898 година до 1912 година е куриер на организацията, местен ръководител и на местната чета – милицията. Многократно минава границата между България и Османската империя нелегално, за да пренася оръжие по всички революционни оркъзи, а също така превежда чети и други лица до Свободна България и обратно. Участва в сражението при Голак планина заедно с войводата Тодор Саев срещу османски сили. След това взима участие и в битката при Готен на Великден 1905 година с четата на четника Христо Димитров – Кутруля и войводата Никола Лефтеров.
При избухването на Междусъюзническата война в 1913 година Пантев се включва в българската армия, в I дружина в 69-и пехотен полк. Заловен е от вражески сили и е заточен на остров Трикери, където остава до освобождаването на цялата дружина. В периода 1913 – 1915 година емигрира в Свободна България, където продължава да работи за революционното дело. За заслугите си е избран за общински кмет на Робово от 1915 до 1918 година. Пантев организира общината за снабдяване с храна за българската войска. След края на Първата световна война обаче родният му край попада в Сърбия. Пантев е следен от новите сръбски власти и е тормозен за пробългарската си дейност.
На 3 май 1943 година, като жител на Робово, подава молба за народна пенсия, която е одобрена и отпусната от Министерския съвет на Царство България.